# Lunga
Lunga – miejscowość i gmina w Mołdawii, w rejonie Florești. W 2014 roku liczyła 1547 mieszkańców.